# جمعية موسكو لمستكشفين الطبيعة

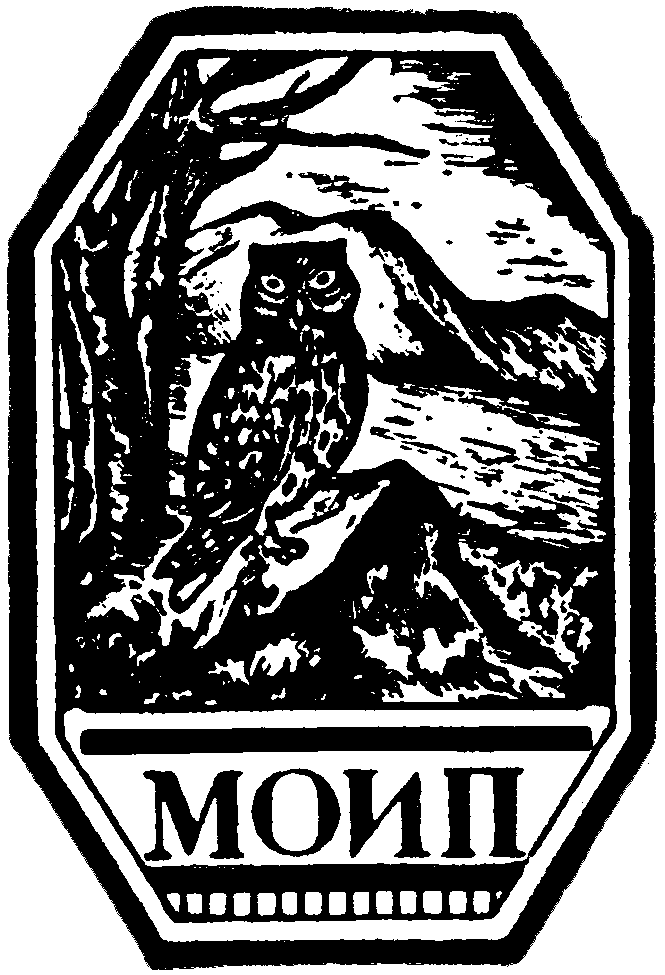
اختصار الجمعية (MOIP)

جمعية موسكو للمستكشفين الطبيعيين (بالروسية: Московское общество испытателей природы) وتُعرف اختصارًا (MOIP) هي واحدة من أقدم الجمعيات العلمية في روسيا.
تأسست الجمعية عام 1805 تحت اسم الجمعية الإمبراطورية للمستكشفين الطبيعيين في موسكو (بالفرنسية: Société Impériale des Naturalistes de Moscou)، وذلك تحت رعاية النبيلين ميخائيل مورافيوف وأليكسي رازوموفسكي، على يد العالم يوهان غوتلف فيشر فون فالدهايم.أهدت الأميرة زينايدا فولكونسكايا مكتبتها الخاصة إلى الجمعية.
كانت مهام الجمعية تتمثل في تطوير القضايا العلمية العامة في مجال علوم الطبيعة، ودراسة الموارد الطبيعية في روسيا، بما في ذلك “اكتشاف الأعمال التي قد تشكل فرعًا جديدًا من التجارة الروسية”.
منذ بدايات تأسيس الجمعية، شرعت في تنظيم بعثات ورحلات ميدانية لدراسة طبيعة روسيا وجمع عينات التاريخ الطبيعي. وقد نظّمت الجمعية بعثات لاستكشاف مناطق مثل جمهورية ألطاي وجبال الأورال والقوقاز وايضا شبه جزيرة كامشاتكا ومناطق روسية أخرى. وعند انتهاء دراسات الجمعية، كانت المواد التي تم جمعها تُنقل إلى المتاحف والمكاتب التابعة لجامعة موسكو. ومع مرور الوقت، بدأ الرحالة والعلماء في إرسال ملاحظاتهم ووصف رحلاتهم بالإضافة إلى عينات ومجسمات للعرض إلى الجمعية، من أماكن بعيدة مثل جاوة وألاسكا وشبه الجزيره الماليزية وبلاد فارس واليابان وآسيا الصغرى والبرازيل وغيرها.ونتيجة لذلك، جُمعت معظم مجموعات متحف علم الحيوان بجامعة موسكو، من قِبل أعضاء الجمعية. بالإضافة إلى معشبة جامعة موسكو، والمجموعات المعدنية وعلم الحفريات لجامعة موسكو.
ارتبطت عدة مؤسسات ثقافية بالجمعية، منها متحف البوليتكنيك ومتحف الحيوانات، اللذان أسسهما عضو الجمعية الأستاذ أناتولي بوغدانوف(Анатолий Петрович Богданов)، وكذلك معشبة الجامعة التي أسسها عضو الجمعية الأستاذ بيوتر ديميترييفيتش فينيامينوف (Пётр Дмитриевич Вениаминов).وقد ظلت الجمعية تنشر مجلتها العلمية الخاصة كل شهرين تحت عنوان Bulletin de la Société Impériale des Naturalistes de Moscou منذ عام 1826.